# 3331 Kvistaberg
A 3331 Kvistaberg (ideiglenes jelöléssel 1979 QS) a Naprendszer kisbolygóövében található aszteroida. Claes-Ingvar Lagerkvist fedezte fel 1979. augusztus 22-én.